# Руакана (водопад)
Руакана (англ. Ruacana Falls) — водопад на реке Кунене, в юго-западной части Африки.

## География
Водопад Руакана находится в среднем течении Кунене, близ города Руакана в северной Намибии. В месте нахождения водопада река Кунене является государственной границей между Анголой и Намибией.
Высота падения воды составляет 124 метра, ширина реки здесь (при полноводии) равна 695 метрам.

## Влияние человека
Река Кунене имеет разный уровень воды в зависимости от сезона, поэтому водопад можно наблюдать в период половодья, в сезон дождей, а в период засухи, обычно с апреля по декабрь, Руакана становится несколькими несвязанными ручьями или пересыхает вовсе.
Вода также сдерживается расположенной выше по течению плотиной ГЭС. Сооружение предназначено не только для выработки электроэнергии, но также обеспечивает водой для орошения и санитарных нужд жителей северной Намибии и южной Анголы.